# Chemin de la Lanterne
Chemin de la Lanterne est un roman de Louis Nucéra paru le 6 mai 1981 aux éditions Grasset et ayant reçu le prix Interallié la même année.

## Résumé
Un vieil oncle, parti pour la grande guerre, amoureux , en revient 4 ans après, mais sa fiancée est morte, morte de l'attendre. Louis Nucera à travers les souvenirs de cet oncle raconte les personnages qui ont peuplé la Nice de cette époque, personnages hauts en couleur, témoins du « petit peuple » dont l'auteur est issu.

## Éditions
- Chemin de la Lanterne, éditions Grasset, 1981  (ISBN 2246242711)[1]